# Stacy Keach
Stacy Keach, cu numele întreg Walter Stacy Keach Jr., (nǎscut la Savannah, Georgia, în Statele Unite ale Americii, la 2 iunie 1941) este un cunoscut actor de film și narator american.

## Originea și evoluția actoricească
Fiu al actriței Mary Cain (născută Peckham) și al lui Stacy Keach Sr., director de teatru, profesor de dramă și actor, și frate mai mare al actorului James Keach, Walter Stacy Keach Jr. s-a născut la Savannah, Georgia, Statele Unite ale Americii, la 2 iunie 1941.
Visul său era să devină actor, în ciuda malformației congenitale, cunoscută sub numele de „gură de lup”, malformație corectată prin operații chirurgicale. Își disimulează cicatricea purtând mustață. Are înălțimea de 1,82 m (5' 11½").
A colaborat cu posturile de televiziune americane Public Broadcasting Service (PBS) și Discovery Channel.
După un debut deosebit de promițător, criticii de film considerând că actorul va deveni un mare star al cinematografiei americane, următoarele filme au fost, potrivit acelorași critici, o risipă de talent.
A trecut la filme de televiziune, dar, în timpul filmărilor serialului TV de succes Mike Hammer, în 1984, a fost găsit cu cocaină, la aeroportul din Londra, Regatul Unit, pentru care fapt a fost închis pe o perioadă de 9 luni. Această perioadă de timp petrecută la închisoarea Reading, l-a ajutat, ca sursă de inspirație, la construirea personajului Henry Pope din serialul TV Prison Break, potrivit declarațiilor actorului.
Stacy Keach face comparația între închisoarea Reading, unde a fost el închis și închisoarea Joliet, unde s-au făcut filmările serialului TV Prison Break. Deși lumea vorbește cât este de înspăimântătoare închisoarea Joliet, despre aceasta din urmă, actorul spune că față de închisoarea  Reading, este minunată, comparabilă cu un fel de club de la țară. Închisoarea Reading nu avea gratii, ci uși groase de metal, nu aveau ferestre în celule, ci doar mici fante, prin care nu se putea vedea lumina soarelui. Celulele erau foarte strâmte. În celule nu se aflau toalete, se aflau niște găleți din material plastic.
Despre Brian Hargrove, directorul de la Reading, Stacy Keach spune că acesta seamănă mult cu Henry Pope: amândoi directorii sunt preocupați de soarta deținuților și sunt convinși de posibilitatea reabilitării acestora. Directorul Hargrove le spunea deținuților de la Reading cât este de important să ia hotărâri corecte, să-și umple timpul cu gânduri și fapte pozitive.

## Filmografie
Stacy Keach este unul din actori americani, cu o carieră de peste cincizeci de ani. 
- 1968 Inima e un vânător singuratic (The Heart Is a Lonely Hunter), regia Robert Ellis Miller
- 1972 Rond de noapte (The New Centurions), regia Richard Fleischer
- 1972 Paradisul (Fat City), regia John Huston
- 1973 Aurul negru din Oklahoma (Oklahoma Crude), regia Stanley Kramer
- 1977 Isus din Nazareth, regia Franco Zeffirelli, - Barabbas
- 1877 Dueliștii (The Duellists), regia Ridley Scott, narator
- 1977 Cursa infernală[necesită citare]
- 1980 A noua Configurare (The Ninth Configuration), regia William Peter Blatty
- 1980 Banda fraților James (The Long Riders), regia Frank James
- 1982 Butterfly, regia Matt Cimber
- 1984 Mike Hammer (serial TV)
- 1990 Falsă identitate (False Identity), regia James Keach
- 1996 Los Angeles 2013 (regia John Carpenter)
- 1997 Future Fear, narator
- 1998 Povestea X a Americii (American History X), regia Tony Kaye
- 1999 Icebreaker
- 2000 Militia
- 2000 Mercy Streats
- 2000 Unshackled
- 2001 Sunstorm
- 2004 Galaxy Hunter
- 2004 The Hollow
- 2005 Keep Your Distance
- 2005 - 2006: Prison Break - Henry Pope -
- 2006 Fatal Contact: Bird Flu in America
- 2006 Desolation Canyon - Samuel Kendrik -

### Articole conexe
- Isus din Nazareth (film)
- Prison Break
- Henry Pope